# 庭田重有
庭田 重有 （にわた しげあり）は、室町時代中期の公卿。贈従一位・庭田経有の子。官位は贈従一位・権大納言。庭田家5代。後花園天皇の外伯父。

## 官歴
注釈のないものは『公卿補任』による
- 時期不明：右近衛中将[1]
- 応永25年（1418年） 正月5日：正四位下[1]
- 応永33年（1426年） 正月6日：従三位、非参議
- 永享3年（1431年） 3月23日：伏見荘奉行
- 永享4年（1432年） 3月某日：参議
- 永享7年（1435年） 正月5日：正三位
- 永享10年（1438年） 3月30日：権中納言
- 永享12年（1440年） 6月27日：権大納言、出家。7月30日：薨去（享年63）
- 永享13年（1441年）以降？：贈従一位[1]

## 系譜
- 父：庭田経有
- 母：不詳
- 生母不明の子女
  - 男子：庭田長賢（1419 - 1487）[2]
  - 男子：日応 - 妙蓮寺僧正[3]
  - 女子：庭田盈子 - 後土御門院典侍、伏見宮貞常親王妃、伏見宮邦高親王生母[3]